# Ruben Guerreiro
Ruben António Almeida Guerreiro (Montijo, 6 luglio 1994) è un ciclista su strada portoghese che corre per la Movistar Team.
Professionista dal 2015, ha vinto una tappa al Giro d'Italia 2020, diventando il secondo corridore portoghese, dopo Acácio da Silva, a ottenere un successo nella "Corsa rosa".

## Palmarès

### Strada
- 2012 (Juniores)

Campionati portoghesi, Prova in linea Junior
- 2014 (Liberty Seguros, due vittorie)

3ª tappa Volta a Portugal do Futuro (Castelo de Paiva > Montalegre)
Classifica generale Volta a Portugal do Futuro
- 2015 (Axeon, due vittorie)

2ª tappa Gran Prémio Liberty Seguros (Odemira > Odemira)
Classifica generale Gran Prémio Liberty Seguros
- 2016 (Axeon Hagens Berman, due vittorie)

Gran Premio Palio del Recioto
Campionati portoghesi, Prova in linea Under-23
- 2017 (Trek-Segafredo, una vittoria)

Campionati portoghesi, Prova in linea Elite
- 2020 (EF Pro Cycling, una vittoria)

9ª tappa Giro d'Italia (San Salvo > Roccaraso)
- 2022 (EF Education-EasyPost, una vittoria)

Mont Ventoux Dénivelé Challenges
- 2023 (Movistar Team, due vittorie)

4ª tappa Saudi Tour (Maraya > Harrat 'Uwayrid)
Classifica generale Saudi Tour

#### Altri successi
- 2014 (Liberty-Seguros)

Classifica giovani Volta a Portugal do Futuro
- 2015 (Axeon)

Classifica giovani Gran Prémio Liberty Seguros
- 2020 (EF Pro Cycling)

Classifica scalatori Giro d'Italia
- 2022 (EF Education-EasyPost)

Classifica a punti Vuelta a Burgos

## Piazzamenti

### Grandi Giri
- Giro d'Italia

2020: 33º
2021: ritirato (15ª tappa)
- Tour de France

2021: 18º
2022: non partito (9ª tappa)
2023: ritirato (14ª tappa)
- Vuelta a España

2019: 17º
2023: non partito (5ª tappa)

### Classiche monumento
- Liegi-Bastogne-Liegi

2017: 88º
2018: ritirato
2022: ritirato
2023: 23º
2025: 55º
- Giro di Lombardia

2020: 17º

### Competizioni mondiali
- Campionati del mondo

Valkenburg 2012 - In linea Junior: 115º
Ponferrada 2014 - In linea Under-23: 75º
Richmond 2015 - In linea Under-23: 120º
Bergen 2017 - In linea Elite: ritirato
Innsbruck 2018 - In linea Elite: ritirato
Yorkshire 2019 - In linea Elite: ritirato
Imola 2020 - In linea Elite: ritirato
Glasgow 2023 - In linea Elite: ritirato

### Competizioni continentali
- Campionati europei

Olomouc 2013 - Cronometro Under-23: 57º
Olomouc 2013 - In linea Under-23: ritirato
Nyon 2014 - Cronometro Under-23: 43º
Nyon 2014 - In linea Under-23: 48º
Herning 2017 - In linea Elite: non partito
Plouay 2020 - In linea Elite: 41º
Trento 2021 - In linea Elite: ritirato